# Lac Brisson (Rivière-aux-Outardes)
Pour les articles homonymes, voir Brisson.
Le lac Brisson est un plan d'eau douce du bassin versant de la rivière Brisson, situé dans le territoire non organisé de Rivière-aux-Outardes, dans la municipalité régionale de comté de Manicouagan, dans la région administrative de la Côte-Nord, dans la province de Québec, au Canada.
Le côté est du lac Brisson est desservi par une route forestière se connectant au sud-ouest à un réseau de routes forestières. Du côté est le chemin de la rivière aux Anglais permet un accès routier par sud-est.
La sylviculture constitue la principale activité économique autour du lac.

## Géographie
Le lac Brisson est situé dans la partie sud du territoire non organisé de Rivière-aux-Outardes. Ce lac en forme de poisson légèrement difforme dont la queue est orientée vers le nord, soit vers l'embouchure. Il comporte une longueur de 2,4 km, une largeur maximale de 0,85 km et une altitude de 304 m. Il comporte trois petites îles.
À partir de l'embouchure du lac Brisson, le courant descend sur 6,5 km en suivant le cours de la rivière Brisson, puis le cours de la rivière aux Anglais sur 38,1 km, notamment en traversant le lac Inconnu et le lac de la Rivière aux Anglais, pour aller se déverser sur la rive ouest de la Baie aux Anglais, sur la rive nord de l'estuaire du Saint-Laurent.

## Toponyme
Le toponyme « Lac Brisson » dérive du nom de la rivière du même nom.
Le toponyme « lac Brisson » a été officialisé le 5 décembre 1968 à la Banque des noms de lieux de la Commission de toponymie du Québec.